# Ріу Аве
«Ріу Аве» (порт. Rio Ave) — португальський футбольний клуб із Віла-ду-Конді, заснований 1939 року. Виступає у найвищому дивізіоні Португалії.

## Історія
Футбольний клуб «Ріу Аве» був заснований в 1939 році групою з п'яти осіб (Жоао Перейра душ Сантуш, Альбіно Морейра, Жоао Діаш, Ернесту Брага і Жозе Амару). На загальному голосуванні з вибору назви клубу фігурували такі назви, як «Vilacondense Futebol Clube» і «Vila do Conde Sport Club», але в підсумку вибір припав на «Ріу Аве». Свій перший матч новоспечений клуб провів 6 травня 1939 року в Бейріші, де поступився місцевій команді. 29 січня 1940 «Ріу Аве» офіційно обзаводиться власним стадіоном, який отримав назву «Ештадіу да Авеніда».
Наприкінці 1970-х спостерігається стрімкий зліт команди: спершу підкорюється третій Дивізіон (1976-77), потім йде четверте місце (1977-78) в другому Дивізіоні (Zona Norte) і, нарешті, за підсумками сезону 1978-79 «Ріу Аве», як друга команда 2-го дивізіону і четверта в загальному заліку, вперше у своїй історії пробивається у вищий дивізіон.
В сезоні (1979-80)  «Ріу Аве» посів останнє місце, набравши в 30-ти іграх всього 13 очок. Команда вилетіла у другий Дивізіон, де посіла перше місце в Zona Norte (1980-81) і третє в загальному заліку.

## Склад команди
Станом на 28 липня 2014.
| №  | Поз. | Нац.        | Гравець             |
| -- | ---- | ----------- | ------------------- |
| 1  | ВР   | Бразилія    | Кассіо              |
| 3  | ЗХ   | Кот-д'Івуар | Прінс-Десір Гуано   |
| 5  | ПЗ   | Іспанія     | Хонатан Ньїгес      |
| 6  | ПЗ   | Португалія  | Луїш Густаву        |
| 7  | НП   | Португалія  | Есмаель Гонсалвіш   |
| 8  | ПЗ   | Португалія  | Тарантіні (капітан) |
| 9  | НП   | Єгипет      | Хассан Махджуб      |
| 10 | ПЗ   | Бразилія    | Дієго Лопес         |
| 11 | ПЗ   | Білорусь    | Ренан Брессан       |
| 12 | ЗХ   | Бразилія    | Ліонн               |
| 13 | НП   | Гана        | Еммануель Боатенг   |
| 14 | ПЗ   | Португалія  | Андре Вілаш Боаш    |

| №  | Поз. | Нац.       | Гравець            |
| -- | ---- | ---------- | ------------------ |
| 15 | ЗХ   | Португалія | Тьягу Пінту        |
| 17 | НП   | Португалія | Укра               |
| 19 | НП   | Гана       | Ернест Охеменг     |
| 20 | ПЗ   | Португалія | Педру Морейра      |
| 21 | ПЗ   | Нідерланди | Марвін Зегелар     |
| 22 | ПЗ   | Гана       | Сандей Абало       |
| 25 | ЗХ   | Португалія | Родерік Міранда    |
| 28 | НП   | Венесуела  | Йонатан Дель Валлє |
| 30 | ПЗ   | Гана       | Алхассан Вакасо    |
| 33 | НП   | Ліберія    | Вільям Джебор      |
| 46 | ЗХ   | Бразилія   | Марсело            |
| 93 | ВР   | Бразилія   | Едерсон Мораєш     |

## Досягнення
Кубок Португалії
- Фіналіст (2): 1983–84, 2013–14

Кубок португальської ліги
- Фіналіст (1): 2013–14